# Randy Smyth
Randolph L. „Randy“ Smyth (* 7. Juli 1954 in Pasadena) ist ein ehemaliger US-amerikanischer Segler.

## Erfolge
Randy Smyth nahm an zwei Olympischen Spielen in der Bootsklasse Tornado teil. 1984 belegte er mit Jay Glaser in Los Angeles den zweiten Platz und sicherte sich damit die Silbermedaille hinter dem neuseeländischen und vor dem australischen Boot. Acht Jahre darauf gelang ihm in Barcelona erneut der Gewinn der Silbermedaille, diesmal mit Keith Notary. Mit 42 Punkten wurden sie hinter den Franzosen und vor den Australiern Zweite. Bei Weltmeisterschaften sicherte sich Smyth mit Jay Glaser 1981 in Carnac und 1982 in Kingston jeweils den Titelgewinn. 1984 und 1985 wurden sie zudem gemeinsam Vizeweltmeister.
Smyth war auch bei zahlreichen Hochseeregatten aktiv. So gewann er unter anderem 1988 den America’s Cup als Teammitglied von Stars & Stripes.

## Beruf
Randy Smyth betreibt sein eigenes Unternehmen, Smyth Team Sails, von Fort Walton Beach, Florida aus.

## Ehrungen
- 1982 Rolex-Segler des Jahres[1]
- 1983/84 Bahia Corinthian Yacht Club-Segler des Jahres[1]